# Николай Милошев
Николай Георгиев Милошев (роден 04.06.1959) е български учен - физик. Професор в Националния институт по геофизика, геодезия и география (НИГГГ), член-кореспондент на БАН. Министър на образованието, младежта и науката в служебното правителство на Марин Райков (13 март – 29 май 2013).
Роден е на 4 юни 1959 г. в София.

### Образование
През 1982 г. завършва Факултета по математика и механика на Софийския университет, а през 1985 г. магистратура по физика.
Притежава докторска степен (1994) и степен доктор на физическите науки (2010). Специализация 1992 в University of Helsinki, Prof. M. Kulmala. Специализация 1993 в L.Pasteur University, Strasbourg, Prof. P. Mirabel.

### Академична кариера
От 1985 до 1990 г. работи като специалист-физик в Геофизичния институт на Българската академия на науките. В периода 1990 – 1999 г. работи като научен сътрудник (Research fellow) 1999-2011 старши научен сътрудник (Associated Professor) в същия институт. От 2011 професор (Full professorship)  в Национален институт по геофизика, геодезия и география (НИГГГ). От 2012 член-кореспондент на БАН

### Управленска дейност
2001 - 2002 г. е заместник-директор на Геофизичния институт.
2002 - 2010 е директор на Геофизичния институт.
2004 - 2010 г. е председател на Съвета на директорите на направление „Науки за Земята“ в БАН.
2010 - 2012 Директор на НИГГГ БАН. 
2008 - 2012 г. е заместник-председател на Общото събрание на БАН. От 2011 г. е професор в  Националния институт по геофизика, геодезия и география.
13 март – 29 май 2013 е назначен за министър на образованието, младежта и науката в служебното правителство на Марин Райков.
2013 проф. Николай Милошев е и.д. председател на БАН.
2013 - 2017 Заместник – председател на БАН. 
От 2018 Директор на НИГГГ БАН

### Научна и научно-приложна дейност
Има участие в 33 изследователски проекти и 27 научно-приложни проекти, финансирани от България, от ЕС, НАТО, държавни и 
частни компании. 

### Научни интереси
Н. Милошев има широки научни интeреси в следните направления: 
- Фазообазуване в атмосферата
- Регулярни климатични изследвания на слънчева УВ радиация и озоновия слой над България
- Адаптиране на числови модели за описание замърсяването на въздуха.
- Приложение на числово моделиране на замърсяване на въздуха за решаване на научни и практически задачи

### Членство в професионални организации
- Съюз на учените в България
- Българско метеорологично дружество
- Българско геофизично дружество
- European Association for the Science of Air Pollution
- European Meteorological Society
- European Academy of Sciences, Arts and Literature, France
- Членство в научни съвети и експертни комисии (извадка)
- Национален представител в European Plate Observing System (EPOS–ERIC)–МОН
- Член на Националния съвет за наука и иновации–МОН
- Член на Управителния съвет на All European Academies (ALLEA)
- Национален представител на България в ПК “Структуриране наевропейското изследователско пространство” към 6РП на ЕС–МОМН